# Hispasat
Hispasat – seria satelitów telekomunikacyjnych należących do iberyjskiego operatora Hispasat.
Obecnie na orbicie geostacjonarnej (nad równikiem), znajdują się trzy z nich – 1C, 1D i 1E, dwa wcześniejsze zostały wycofane z użytku, ze względu na to, że w 2003 upłynął ich okres żywotności. Są one umieszczone na 30. stopniu długości geograficznej zachodniej.

## Satelity[1]
- Hispasat 1A – wyniesiony 10 września 1992 o 23:04 UTC z kosmodromu Kourou
- Hispasat 1B – wyniesiony 22 lipca 1993 o 22:58 UTC z kosmodromu Kourou
- Hispasat 1C – wyniesiony 3 lutego 2000 o 23:30 UTC z Cape Canaveral Air Force Station
- Hispasat 1D – wyniesiony 18 września 2002 o 22:04 UTC z Cape Canaveral Air Force Station
- Hispasat 1E – wyniesiony 29 grudnia 2010 o 21:27 UTC z kosmodromu Kourou
- Hispasat 30W-6 – wyniesiony 6 marca 2018 o 5:33 UTC z Cape Canaveral Air Force Station[2]

Nadają one sygnał stacji telewizyjnych i radiowych, programy wysokiej rozdzielczości HDTV, przekazy telewizyjne oraz dane (oferując usługi dostępu do Internetu) do odbiorców głównie w Europie, a także w północno-zachodniej części Afryki oraz (częściowo) w obu Amerykach.